# 恵那市立明智中学校
恵那市立明智中学校（えなしりつ あけちちゅうがっこう）は、岐阜県恵那市明智町にある市立中学校。

## 沿革
- 1947年4月1日 - 新学制施行に伴い、明知町・吉田村･静波村の三町村学校組合立「恵南中学校」として発足
- 1948年4月10日 - 東方分校を設置
- 1953年10月10日 - 現在地に第一校舎竣工
- 1954年
  - 4月1日 - 明知町と静波村が合併、同年7月1日に町名を明智町と定める
  - 9月 - 校名を「明智中学校」と変更
- 1955年
  - 4月1日 - 旧三濃村（現愛知県豊田市）横通地区が合併
  - 7月1日 - 給食設備を設置し、完全給食を開始
  - 10月5日 - 吉田村と町村合併
- 1963年4月1日 - 東方中学校を閉じ、本校に統合
- 1973年
  - 4月1日 - 吉田中学校と名目統合し、校名を「明智中学校明智分教室」「同吉田分教室」と変更
  - 11月30日 - 新校舎竣工
- 1974年4月 - 吉田分教室を閉鎖し統合
- 1989年5月30日 - 新屋内運動場竣工
- 2001年4月1日 - 特殊学級設置（肢体不自由）
- 2002年4月1日 - 特殊学級設置（知的障害）
- 2004年10月25日 - 市町村合併により現校名に変更
- 2006年4月1日 - 特殊学級設置（情緒障害）

## 教育方針

### 学校教育目標
たくましく学ぶ心豊かな生徒

### 目指す生徒像
『いつも本気で取り組み、明るい「笑顔」でやり終えることのできる生徒をめざします。』
- 始業前活動ができる
- 授業に挑み続ける生徒
- 勢いのある生徒
- ボランティアへ進んで参加できる
- 朝読書ができる
- 部活・クラブに進んで参加できる

## 部活動
運動系部活動
- 卓球部（男・女）
- バスケットボール部（男・女）
- ソフトテニス部（男・女）
- 陸上競技部（男・女）
- バレー部（女子）
- 野球部（男子） - 2006年・2008年に全国中学校軟式野球大会岐阜県予選優勝

## 通学区域[1]
- 明智町

## 進学前小学校
- 明智小学校

## 所在地・交通
近隣には岐阜県立恵那南高校や恵那市立明智小学校などがあり、旧明智町の文教地区となっている。
- 明知鉄道明智駅より徒歩15分
- 東濃鉄道バス明智線、明智駅前下車徒歩15分

## 中学校再編計画
- 恵那市南部（2004年に合併した岩村地区、山岡地区、明智地区、上矢作地区、串原地区）の中学校（岩邑中学校、山岡中学校、明智中学校、上矢作中学校、串原中学校）を統合再編し、恵那市立恵那南中学校となる計画である。統合中学校は山岡中学校の校舎を改築し、2026年度の開校を計画している[2] 。